# Szalagos leguán
A szalagos leguán (Brachylophus fasciatus) a hüllők (Reptilia) osztályába a  pikkelyes hüllők (Squamata) rendjébe a gyíkok (Sauria)  alrendjébe és a leguánfélék (Iguanidae) családjába tartozó faj.

## Előfordulása
A Fidzsi-szigetek területén őshonos. Nagyjából 300 évvel ezelőtt betelepítették Tonga és Wallis és Futuna területére is, illetve az 1960'-as évektől van jelen, mint meghonosított faj Vanuatu szigetein is.

## Megjelenése
A testhossza 80 centiméter.